# Nordisk boktryckarekonst
Nordisk boktryckarekonst var en "skandinavisk tidskrift för de grafiska yrkena" utgiven i Stockholm. Tidskriften var uteslutande typografisk-facklig och innehöll artiklar och meddelanden i typografi, bokindustri, bokkonst, bokhistoria på danska och norska, men huvudsakligast på svenska språket. 
Den utgavs under åren 1900 till 1961 av Carl Lagerström (1869–1925), därefter Hugo Lagerström (1873–1956) (ansvarig utgivare) och sedan Sten Lagerström (1904–1985)
ISSN 0284-3838